# Camponotus circumspectus
Camponotus circumspectus är en myrart som först beskrevs av Smith 1861.  Camponotus circumspectus ingår i släktet hästmyror, och familjen myror. Inga underarter finns listade.